# Wii 스피크

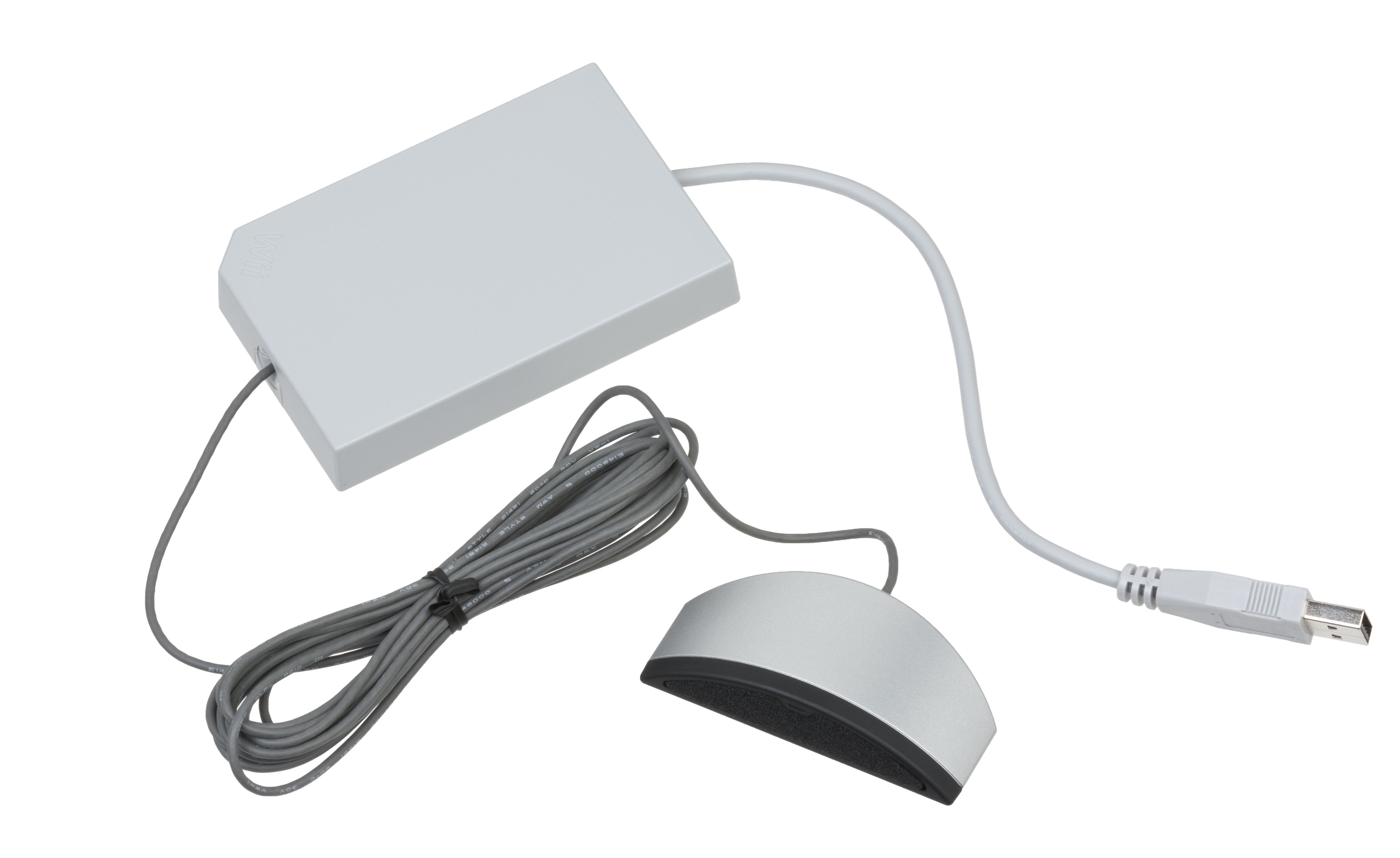

Wii 스피크(Wii Speak)는 Wii에 사용하는 마이크로폰 확장 장치이다. Wii 뒷면에 있는 빈 USB 포트에 연결한다. 이 장치는 TV와 같은 영상 장치에 가까이 설치해도 아무런 문제가 없도록 설계되었으며, 설치되어 있는 공간의 모든 사람들이 위 스피크에 가까이 가지 않더라도 음성 대화가 가능하게 하였다. LED 램프는 위 스피크가 작동하고 있을 때 점등하도록 되어 있다. 위 스피크는 2008년 E3의 닌텐도 미디어 브리핑에서 처음 소개되었다. 위 스피크는 《타운으로 놀러가요 동물의 숲》에 번들 형태로 포함된 제품과 단독으로 판매되는 제품의 2가지 형태로 2008년 11월 16일 미국, 2008년 11월 20일 일본, 2008년 12월 5일 유럽, 2008년 12월 10일 오스트레일리아에 차례대로 발매되었으며, 2010년 1월 28일에는 대한민국에 발매되었다.

## 디자인
미야모토 시게루에 따르면 위 스피크는 "하나의 공간에서 울리는 다양한 목소리를 동시에 명확히 잡아내어 인터넷으로 전송한다."는 모티브 하에 디자인되었다. 에구치 가즈야는 "TV 스피커로부터 나오는 소리에 의한 간섭을 막기 위해, 게임의 소리를 감지하여 걸러내는 필터를 포함하였다"고 발표하였다. 미야모토 시게루는 위 스피크의 잡음 제거 기능은 "매우 좋다"고 IGN 제품 인터뷰에서 주장하였다.

## 소프트웨어
2008년 E3에서, 《타운으로 놀러가요 동물의 숲》에 위 스피크를 번들로 포함하지 않느냐는 질문이 들어왔을 때, 미야모토 시게루는 "가격은 고객이 상품을 살 때 결정하는 중요한 요소이며, 어떤 이는 위 스피크 없이 《타운으로 놀러가요 동물의 숲》를 플레이하고 싶을 것이고, 어떤 이는 《타운으로 놀러가요 동물의 숲》에 관심은 없으나 위 스피크는 사용해 보고 싶어할 것이다."라고 답하였다. 이 발표와는 달리, 후에 닌텐도는 《타운으로 놀러가요 동물의 숲》에 위 스피크가 번들로 포함되어 있는 제품 또한 발매할 것이라고 발표했다. 이 제품은 한정판이 될 예정이었으며, 스탠드얼론 제품과 동시에 발매되었다.

### 위 스피크 채널
2008년 10월 2일, 닌텐도는 "위 스피크는 고유한 위 채널을 할당받게 될 것이다."라고 발표했다. 위 스피크 채널은 위 스피크 제품 패키지에 포함된 16자리 숫자의 다운로드 티켓을 이용하도록 되어 있다. 16자리의 코드를 Wii 쇼핑 채널에서 입력하면, 위 스피크 채널을 다운로드할 수 있다. 미국에서는 위 스피크 발매 이전에 "Wii Speak Channel Download Assistant"이라는 채널을 다운로드할 수 있었으며, 이 채널은 위 스피크 발매 전까지 위 스피크와 위 스피크 채널에 대한 정보를 제공했다. 발매 이후, 이 채널은 자동적으로 위 스피크 채널로 바뀌었다.
위 스피크 채널에서는 위 스피크 온라인을 통하여 최대 4개의 공간을 연결하여 음성 채팅이 가능하다. 하나의 공간에 제한되는 인원 수는 없다. 각각의 유저는 각각의 Mii로 표현되며, 이 Mii는 지정된 목소리에 립싱크한다. 또한, Wii 알림판에 음성 에시지를 남기거나 다른 사람에게 전송하는 것이 가능하며, 자막이나 사진을 첨부할 수도 있다. 사진 슬라이드 쇼를 서로 공유하면서 음성으로 코멘트를 남길 수도 있다.

### 지원되는 게임
* 대한민국에 발매되지 않은 게임의 경우 영어 원제를 그대로 표기하였다.
| 제목                                    | 개발사                | 배급사              | 북미 발매일      | 일본 발매일      | 유럽 발매일     | 오스트레일리아 발매일 | 대한민국 발매일 |
| --------------------------------------- | --------------------- | ------------------- | ---------------- | ---------------- | --------------- | --------------------- | --------------- |
| 타운으로 놀러가요 동물의 숲             | 닌텐도 EAD            | 닌텐도              | 2008년 11월 16일 | 2008년 11월 20일 | 2008년 12월 5일 | 2008년 12월 4일       | 2010년 1월 28일 |
| Endless Ocean 2: Adventures of the Deep | Arika                 | 닌텐도              | 2010년 2월 22일  | 2009년 9월 17일  |                 |                       |                 |
| NHL 2K10                                | Visual Concepts       | 2K Sports           | 2009년 9월 15일  |                  |                 |                       |                 |
| The Conduit                             | High Voltage Software | 세가                | 2009년 6월 23일  |                  | 2009년 7월 10일 | 2009년 7월 16일       |                 |
| The Grinder                             | High Voltage Software | 아이도스 인터렉티브 | 2010년 가을      |                  |                 |                       |                 |
| Uno                                     | Gameloft              | Gameloft            |                  |                  |                 |                       |                 |
| NBA 2K10                                | Visual Concepts       | 2K Sports           | 2009년 11월 9일  |                  |                 |                       |                 |